# Ситара

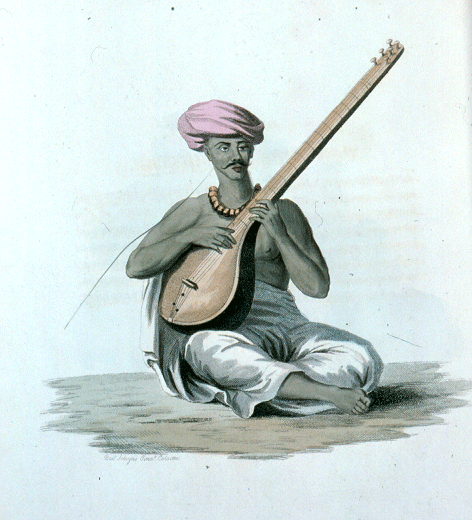
Ситарист

Сита́ра, сита́р (гінді: सितार्, урду ṣītār, англ. sitar) — індійський струнний щипковий інструмент з родини лютневих, що має корпус із гарбуза, 7 основних і 13 резонансних струн. На ситарі грають сидячи, наспівний звук видобувають плектром (мізрабом). Застосовують як сольний та ансамблевий інструмент.
З'явилися ситари в Індії в XIII столітті в період посилення мусульманського впливу й виглядав спочатку приблизно так, як його близький родич — таджицький сетор, що, однак триструнний (се означає три). Однак в Індії інструмент зазнав перетворень: середніх розмірів дерев'яний резонатор замінили на величезний гарбузовий, але на цьому не зупинилися й додали ще один гарбузовий резонатор, прикріпивши його до верхівки пустотілого грифа, деку багато прикрасили рожевим деревом і слоновою кісткою, а нав'язані жильні лади замінили металевими дугоподібними.
До появи ситари індуси грали на древньому струнному щипковому інструменті, зображення якого збереглися на давніх барельєфах II–III століття.

## Відомі ситаристи
- Джордж Гаррісон
- Раві Шанкар